# Dimsylsodium
Le dimsylsodium, dimsylate de sodium, méthylsulfinylméthylure de sodium ou NaDMSO est un composé organosodique de formule chimique Na+ [CH2SOCH3]−. C'est le sel de sodium de la base conjuguée du diméthylsulfoxyde (CH3)2SO (DMSO). Il s'agit d'un solide blanc très soluble dans le DMSO (où il donne une solution verte) et de nombreux solvants organiques polaires. Il est utilisé comme base et comme nucléophile en chimie organique. Depuis la première publication de ce réactif en 1965, plusieurs applications complémentaires lui ont été trouvées.
On peut obtenir le dimsylsodium en chauffant de l'hydrure de sodium NaH ou de l'amidure de sodium NaNH2 dans le DMSO :
CH3SOCH3 + NaH ⟶ CH3SOCH2− Na+ + H2 ;
CH3SOCH3 + NaNH2 ⟶ CH3SOCH2− Na+ + NH3.

## Réactions
Le pKa du DMSO vaut 35, ce qui fait du dimsylsodium une base de Brønsted puissante. Le NaDMSO peut être utilisé pour produire des ylures de phosphore et de soufre. Le NaDMSO dissous dans le DMSO est particulièrement pratique pour la génération de méthylure de diméthyloxosulfonium (CH3)2SOCH2 et de méthylure de diméthylsulfonium (CH3)2SCH2 préalables à une réaction de Corey-Chaykovsky,.
Le dimsylsodium se condense avec les esters (1) pour former des β-cétosulfoxydes (2) qui peuvent être des intermédiaires utiles. La réduction des β-cétosulfoxydes avec de l'amalgame d'aluminium donne des méthylcétones (3). La réaction avec des halogénoalcanes suivie d'une élimination donne des cétones α,β-insaturées (4). Les β-cétosulfoxydes peuvent également être employés dans le réarrangement de Pummerer pour introduire des nucléophiles en position α d'un carbonyle (5).